# 長楽寺 (福島市)
長楽寺（ちょうらくじ）は、福島県福島市にある曹洞宗の寺院。山号は萬年山で、本尊は聖観世音菩薩。

## 沿革
- 室町時代に上杉氏の重臣本庄氏の菩提寺として、越後小泉庄の中心地本庄（現新潟県村上市）に創建。開山は、耕雲寺10世の大仲玄甫。
- 慶長5年（1600年）、4世中興傑山雲勝の代に越後から現在の福島の地に移転。中興開基は、初代福島城主(当時は上杉家城代)で本庄氏31代当主の本庄繁長。
- 17世孝戒義仙の代に伽藍を焼失し、一部を復興。
- 20世貞京智元の代に再度焼失。
- 21世要門探玄の代に復興。
- 禅堂が、2013年度グッドデザイン賞受賞[1]。
- 2014年8月 劇団120〇ENが本庄繁長が福島城城代の頃に起こった松川合戦を題材にした公演を行う[2]。

## 末寺
- 常泉寺（福島市飯坂町）
- 龍鳳寺（福島市腰浜町）
- 正福寺（福島市本内）
- 金源寺（福島市下飯坂）
- 宝寿寺（伊達市片町）
- 金秀寺（伊達市広前）
- 善澤寺（新潟県村上市）

## 文化財
- 甲冑 - 本庄繁長着用
- 鏡 - 本庄繁長妻使用
- 雲版 - 朝鮮出兵の折に持ち帰る
- 本庄家記3巻

## 寺紋

きくすい 菊水

## 所在地
福島県福島市舟場町3番10号